# Grigorij Margulis
Grigorij Aleksandrovič Margulis (in russo Григорий Александрович Маргулис?; Mosca, 24 febbraio 1946) è un matematico russo, vincitore della medaglia Fields nel 1978 e del Premio Wolf per la matematica nel 2005. È conosciuto per il suo ampio lavoro sui reticoli nei gruppi di Lie e per l'introduzione dei metodi della teoria ergodica nell'approssimazione diofantea. Attualmente è professore alla Yale University.

## Biografia
Grigorij Margulis nacque a Mosca nel 1946.
Nel 1970 conseguì un PhD all'Università statale di Mosca, iniziando a lavorare sulla teoria ergodica sotto supervisione di Jakov Sinaj.
I primi lavori con David Kazhdan portarono al teorema di Kazhdan-Margulis, un risultato della teoria dei gruppi discreti. Nel 1975, il suo teorema di super-rigidità chiarì un intero gruppo di congetture classiche sulla caratterizzazione dei gruppi aritmetici tra i reticoli nei Gruppi di Lie.
Nel 1978 vinse la Medaglia Fields, ma non gli fu permesso di andare a Helsinki per riceverla. Nel 1979 poté visitare Bonn, e infine gli fu permesso di viaggiare liberamente. Nel 1991 accettò l'incarico di professore alle Yale University, dove insegna tuttora.
Nel 2001 divenne membro della National Academy of Sciences.
Nel 2005 ricevette il Premio Wolf per la matematica per il suo contributo alla teoria dei reticoli e alla applicazione a teoria ergodica, teoria delle rappresentazioni, teoria dei numeri, combinatoria e teoria della misura. Nel 2020 ha condiviso con Hillel Furstenberg il Premio Abel.